# Cassina Rizzardi
Cassina Rizzardi (Cassina in dialetto comasco, AFI: /kaˈsina/) è un comune italiano di 3 325 abitanti della provincia di Como in Lombardia, situato nella zona occidentale della Brianza.

## Geografia fisica
Il territorio di Cassina Rizzardi è attraversato dal rio Livescia. Il torrente, che nasce in località Monticello e scorre fino a Boffalora, segnando un tratto del confine comunale. Dopo esser entrato nel territorio di Fino Mornasco, la Livescia termina il suo percorso nel torrente Lura, del cui parco fa parte anche Cassina Rizzardi.

## Origini del nome
Cassina è un'espressione lombarda derivata dal vocabolo "cascina", mentre Rizzardi è il nome dalla nobile famiglia comasca a cui vennero concessi i terreni attorno alla cascina.

## Storia
A differenza di altri centri della zona del Finese, nel Medioevo Cassina Rizzardi non costituiva ancora un vero e proprio abitato. Tuttavia, la natura e la fertilità del luogo resero ambiti i terreni di Cassina, controllati da Enti ecclesiastici in epoca medioevale e, dopo la Riforma Teresiana, proprietà quasi esclusiva di nobili.
La più antica attestazione storica è costituita dal documento, datato 1322, con cui il territorio fu infeudato alla famiglia Rizzardi. Successivamente, il feudo passò dapprima ai Lucini e in seguito ai Porro Lambertenghi.
Tra il XVI e il XVII secolo la terra di "Cassina Rizzardi" o "Cassina Rizarda" risulta essere compresa nella pieve di Fino, all'interno del Ducato di Milano.
Sempre compreso nella stessa pieve, nel 1751 il territorio del comune di Cassina Rizzardi risultava comprendere i cassinaggi di Molino e Molinello, oltre al territorio dei già soppressi comuni di Boffalora, Monticello e Ronco.
Le riforme di riorganizzazione amministrativa del Regno d'Italia napoleonico decretarono, per il comune di Cassina Rizzardi, dapprima un'annessione a Cadorago (1807) e, in seguito, uno spostamento nel territorio comunale di Fino (1812). La Restaurazione sancì tuttavia l'abrogazione di tutti i decreti napoleonici e la ricostituzione di Cassina Rizzardi come entità comunale autonoma.

Le acque dei torrenti presenti sul territorio furono sapientemente sfruttate nel corso dei secoli per il funzionamento di tre mulini a due pale e, probabilmente, usate dal conte Luigi Porro Lambertenghi per il primo esperimento di filanda a vapore nel 1815. Tra le molte descrizioni del luogo giunte a noi dall'Ottocento, Bianchi Giovini e Fabi forniscono un'immagine bucolica:
(Bianchi Giovini e Fabi, 1850)
In aggiunta alle piantagioni di viti e gelsi, la fertilità della terra consentì la rotazione delle coltivazioni di avena, segale, frumento e mais, oltre allo sviluppo di attività zootecniche.

Nel 1860, la famiglia Porro Lambertenghi, a quel tempo proprietaria dell'omonima villa cassinese, ebbe un ruolo primario nel matrimonio di Garibaldi a Fino Mornasco, giunto nella zona con i suoi garibaldini nel maggio del 1859:
(Liber Chronicus Parochialis di Fino Mornasco)
Durante il pranzo di nozze, lo sposo abbandonò la consorte insalutato ospite.
Durante la ventosa notte del 14 marzo 1900, alle ore tre un incendio partito dalla Corte dei Balditt si estese rapidamente a tutto il paese, risparmiando solo la villa Porro Lambertenghi, il municipio e la chiesetta. La cronaca dell'episodio, riportata sul giornale La Provincia di Como del 15 marzo 1900, riporta di duecentotrenta persone rimaste senza casa, la maggior parte di esse tuttavia provviste di assicurazione.

Quando il 27 agosto 1917 il marchese Giberto Porro Lambertenghi morì in guerra, il testamento riportò come erede la figlia Elena, pur tuttavia dichiarando: 
(Gilberto Porro Lambertenghi, Testamento)
Il testamento sancì inoltre il lascito della chiesetta al Comune di Cassina Rizzardi con l'obbligo di demolire il cavalcavia che la collegava alla villa.
Nel 2011 è stato costruito il nuovo asilo comunale che fa parte del nuovo polo scolastico di Cassina Rizzardi. Sono inoltre incominciati anche i lavori di ristrutturazione del centro sportivo comunale partendo dai vecchi e logori spogliatoi che sono stati ampliati e ammodernati secondo gli standard dettati dalla FIGC.

### Simboli
Lo stemma e il gonfalone sono stati concessi con decreto del presidente della Repubblica dell'11 marzo 1953.
Il gonfalone è un drappo di azzurro.

## Monumenti e luoghi d'interesse

### Architetture religiose
- Chiesa dei Santi Giuseppe e Maria sposi (XVII secolo)[14]
- Chiesa di San Rocco (XVIII secolo)[15]
- Nuova chiesa parrocchiale[16]

### Architetture civili

#### Villa Porro Lambertenghi
Villa Porro Lambertenghi (XVII secolo) deve il proprio nome alla famiglia che la costruì in più fasi, a partire dal XVI secolo. Una prima fase comportò la costruzione di un complesso con impianto ad "H" disposta lungo un asse che da sud-ovest punta a nord-est. Il complesso venne in seguito ampliato in una direzione perpendicolare rispetto alla primitiva, mediante l'edificazione di due bracci più bassi, disposti in modo tale da formare una "U" aperta verso sud-est. Questi più recenti bracci si estendono a partire dalla dimora padronale, edificio decorato nel quale si apre un porticato.
Nel corso dell'Ottocento, la villa passò dapprima ai Raimondi, per poi essere convertita in una struttura ospedaliera.
Fino alla metà degli anni Settanta del Novecento, la Villa fu utilizzata per scopi sociali, ospitando un centro socio-educativo e una scuola professionale (1927-1962). Dopo un periodo di abbandono incominciato nel 1978, che ha portato la struttura a uno stato di totale decadenza oltre che a furti di numerose opere d'arte, l'Amministrazione Provinciale di Como, attuale proprietaria, aveva previsto dei lavori di restauro con l'intenzione di utilizzare la struttura come casa di riposo per anziani; al 2020 però, questi lavori non sono mai incominciati. Nel secondo decennio del XXI secolo la villa è stata messa all'asta dalla Provincia di Como diverse volte, tra cui nel 2013 con una base d'asta di circa 4.500.000,00€ e nel 2015 con una base d'asta di 2.929.500,00€.

### Aree naturali
- Parco del Lura

## Società

### Evoluzione demografica
Demografia pre-unitaria
- 1751: 185 abitanti[9]
- 1799: 450 abitanti[10]
- 1805: 504 abitanti[10]
- 1809: 603 abitanti[10]
- 1853: 745 abitanti[11]

Demografia post-unitariaAbitanti censiti

## Amministrazione
| Periodo | Periodo   | Primo cittadino    | Partito                                   | Carica                  | Note   |
| ------- | --------- | ------------------ | ----------------------------------------- | ----------------------- | ------ |
| 1995    | 1999      | Benedetto Monti    | Lista civica - Coalizione di centro       | Sindaco                 | [ 27 ] |
| 1999    | 2004      | Benedetto Monti    | Lista civica di centrodestra              | Sindaco                 | [ 27 ] |
| 2004    | 2008      | Adriano Cattaneo   | Lista civica                              | Sindaco                 | [ 27 ] |
| 2008    | 2013      | Paolo De Cecchi    | Lista civica - La svolta                  | Sindaco                 | [ 27 ] |
| 2013    | 2018      | Paolo De Cecchi    | Lista civica - La svolta                  | Sindaco                 | [ 27 ] |
| 2018    | 2019      | Lucrezia Loizzo    |                                           | Commissario Prefettizio | [ 27 ] |
| 2019    | 2024      | Piergiorgio Bonino | Lista civica Cassina domani               | Sindaco                 | [ 27 ] |
| 2024    | in carica | Alessandro Bellù   | Lista civica Insieme per Cassina Rizzardi | Sindaco                 | [ 27 ] |

## Sport
Dal 1974 Cassina Rizzardi ospita il Golf Club Monticello, progettato nell'omonima località da Luigi Caccia Dominioni su un'area di circa 140 ettari.